# Нордијска комбинација на Зимским олимпијским играма 2014.
Такмичења нордијске комбинације на Зимским олимпијским играма 2014. у Сочију одржават ће се (по 22. пут у програму ЗОИ) између 12. и 20. фебруара 2014. на теренима скакачког центра Рускије горки и биатлонског комплекса Олимпијски центар за биатлон и скијашко трчање Лаура у близини Краснаје Пољане.
Такмичење се одржава у три дисциплине у мушкој конкуренцији (две појединачне и једна екипна) уз максимално учешће до 55 такмичара. У појединачним конкуренцијама такмичење се састоји у комбинацијама скијашких скокова са мале скакаонице и скијашког трчања на 10 км и скокова са велике скакаонице и скијашког трчања на 10 км, док се у екипној конкуренцији скаче са велике скакаонице и скија у штафети 4х5 км.

## Сатница
Распоред одржавања такмичења у све 3 дисциплине:
Напомена: сатница је дата по локалном московском времену (УТЦ+4).
| Датум       | Време | Дисциплина                                        |
| ----------- | ----- | ------------------------------------------------- |
| 12. фебруар | 13:30 | Мушкарци појединачно скокови са мале скакаонице   |
| 12. фебруар | 16:30 | Мушкарци појединачно скијашко трчање на 10 км     |
| 18. фебруар | 13:30 | Мушкарци појединачно скокови са велике скакаонице |
| 18. фебруар | 16:00 | Мушкарци појединачно скијашко трчање на 10 км     |
| 20. фебруар | 12:00 | Мушкарци екипно скокови са велике скакаонице      |
| 20. фебруар | 15:00 | Мушкарци екипно скијашко трчање у штафети 45 км   |

## Учесници
Максималан број учесника у све три дисциплине нордијске комбинације на ЗОИ 2014. је 55, највише 5 по сваком појединачном националном олимпијском комитету. да би наступили на олимпијском такмичењу сви потенцијални учесници морали су да освајају бодове у такмичењима светског и континенталних купова у периоду квалификација који је трајао од јула 2012. до 19. јануара 2014. године. Директан пласман на ЗОИ остварили су учесници пласирани међу првих 50 на светској ранг листи по окончању периода квалификација (поштујући правило о максимално 5 учесника по земљи). Земља домаћин директно је добила по једну квоту у све три дисциплине. Остатак места попуњен је додавањем специјалних квота екипама које учествују у екипном делу такмичења, а које нису обезбедиле довољан број такмичара за ту дисциплину (4 такмичара).
Број учесничких квота по државама:
| - Аустрија (5) - Чешка (4) - Естонија (3) - Финска (4) - Француска (5) | - Немачка (5) - Италија (5) - Јапан (5) - Норвешка (5) - Пољска (1) | - Русија (4) - Швајцарска (1) - Словенија (3) - Украјина (1) - Сједињене Америчке Државе (4) |

## Освајачи медаља
Укупно су подељена 3 комплета медаља:
| Дисциплине                     |  | Резултат |  | Резултат |  | Резултат |
|                                |  |          |  |          |  |          |
| Мала скакаоница/10 км детаљи   |  |          |  |          |  |          |
|                                |  |          |  |          |  |          |
| Велика скакаоница/10 км детаљи |  |          |  |          |  |          |
|                                |  |          |  |          |  |          |
| Екипно детаљи                  |  |          |  |          |  |          |

## Биланс медаља
| Позиција   | Држава     | Злато | Сребро | Бронза | Укупно |
| ---------- | ---------- | ----- | ------ | ------ | ------ |
| 1          | Норвешка   | 2     | 1      | 1      | 4      |
| 2          | Немачка    | 1     | 1      | 1      | 3      |
| 3          | Јапан      | 0     | 1      | 0      | 1      |
| 4          | Аустрија   | 0     | 0      | 1      | 1      |
| Укупно (4) | Укупно (4) | 3     | 3      | 3      | 9      |